# 1961年の政治
1961年の政治（1961ねんのせいじ）では、1961年（昭和36年）の政治分野に関する出来事について記述する。

## できごと

### 1月

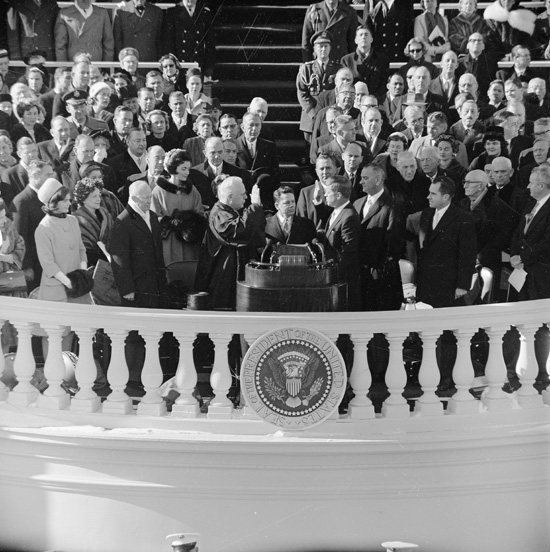
ケネディ大統領就任式

- 1月3日 - アメリカ合衆国政府、キューバに対して国交断絶を通告。
- 1月20日 - ジョン・F・ケネディが第40代アメリカ合衆国大統領に就任。

### 3月
- 3月6日 - 社会党党大会。委員長に河上丈太郎を選出。

### 4月
- 4月15日 - 在米亡命キューバ人部隊「反革命傭兵軍」がキューバに侵攻を開始。
- 4月17日 - ピッグス湾へ上陸作戦を開始（ピッグス湾事件）。
- 4月19日 - エドウィン・O・ライシャワー駐日アメリカ合衆国大使が着任。
- 4月27日 - シエラレオネが独立。

### 5月
- 5月1日 - キューバのフィデル・カストロ首相、メーデーの演説でキューバ革命を「社会主義革命である」と宣言。
- 5月16日 - 大韓民国で、朴正煕陸軍少将らが軍事クーデター（5・16軍事クーデター）を起こす。
- 5月18日 - 韓国の張勉内閣総辞職。
- 5月19日 - 日ソ漁業交渉のサケ・マス規制問題が解決。
- 5月31日 - 南アフリカ連邦がイギリス連邦を脱退、南アフリカ共和国となる。

### 6月

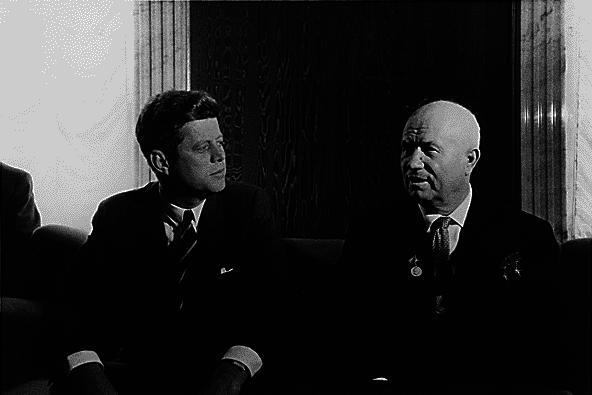
ケネディとフルシチョフ

- 6月3日 - ウィーン会談: ケネディ米大統領とフルシチョフソ連首相がウィーンで首脳会談。
- 6月10日 - 韓国中央情報部（KCIA）発足。
- 6月12日 - 農業基本法が公布。
- 6月19日 - 池田勇人首相が訪米。
- 6月22日 - 池田・ケネディの日米首脳会談。

### 7月
- 7月3日 - 朴正煕が張都暎中将に代り、実権掌握。
- 7月26日 - 革命統一機構(ORI)、キューバ社会主義革命統一党(PURSC)に名称を変更。
- 7月31日 - 日本共産党第8回大会閉幕。日本の変革を「反帝反独占の民主主義革命」とする綱領を採択。

### 8月
- 8月9日 - 第7回原水禁世界大会。社会党系と共産党系が対立。
- 8月13日 - 東ドイツが東西ベルリンの境界を封鎖。後に境界線上に壁を建設（ベルリンの壁）。
- 8月15日 - アナスタス・ミコヤンソ連副首相が東京でのソ連工業見本市に出席するため来日。

### 9月
- 9月9日 - 日米綿製品交渉妥結。

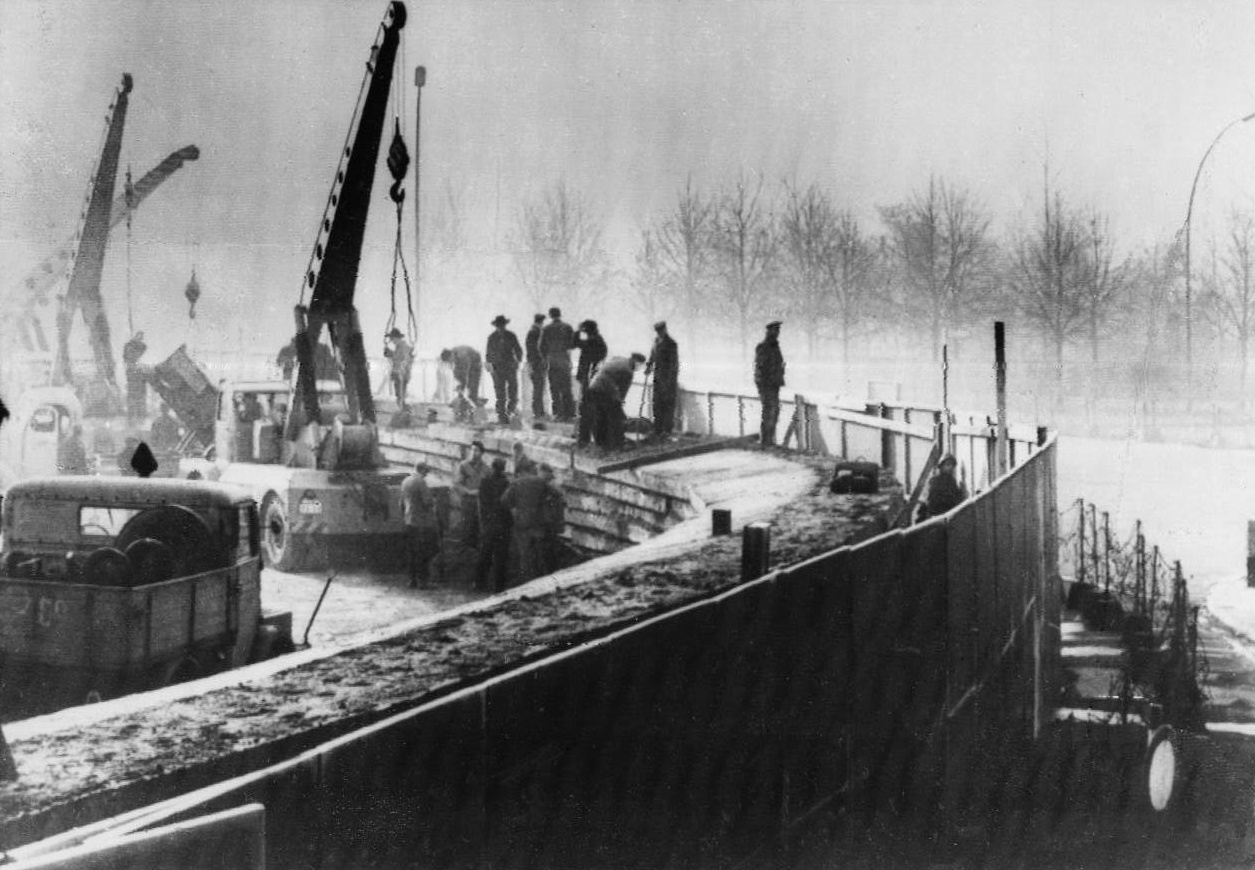
1961年、東ドイツは壁の建設を開始した

- 9月11日 - 気象庁が米ソ核実験再開による放射能増加を観測。
- 9月20日 - 武州鉄道建設計画をめぐる汚職事件で楢橋渡元運輸相夫妻を逮捕。
- 9月25日 - 第39臨時国会召集（10月31日閉会）。
- 9月29日 - 池田首相、参議院本会議で「択捉、国後、歯舞、色丹は日本固有の領土」と北方領土問題でソ連の主張に反論。

### 10月

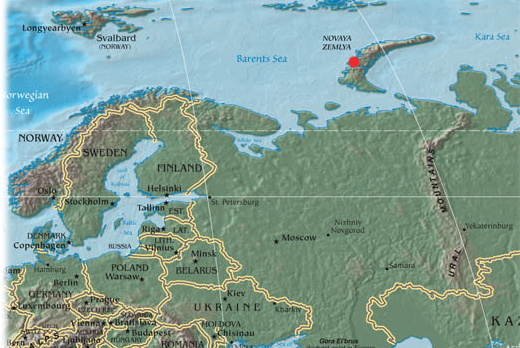
ツァーリ・ボンバ（皇帝の爆弾）の実験が行われたノヴァヤゼムリャの位置

- 10月30日 - ソ連、史上最大規模の水爆ツァーリ・ボンバの爆発実験。

### 11月
- 11月2日 - 第一回日米貿易経済合同委員会が箱根で開催。

### 12月
- 12月9日 - 第40国会召集（1962年5月7日閉会）。
- 12月12日 - 旧軍人らの要人暗殺計画（三無事件）発覚。
- 12月17日 - 那覇市長選挙で西銘順治が当選する。